# São Cosme e São Damião
São Cosme e São Damião ist ein Ort und eine ehemalige Gemeinde (Freguesia) im nordportugiesischen Kreis Arcos de Valdevez. In der Gemeinde lebten 190 Einwohner (Stand 30. Juni 2011).
Am 29. September 2013 wurden die Gemeinden São Cosme e São Damião, Vilela und Sá zur neuen Gemeinde União das Freguesias de Vilela, São Cosme e São Damião e Sá zusammengefasst. São Cosme e São Damião ist Sitz dieser neu gebildeten Gemeinde.